# Sheila Piercey
Sheila Piercey-Summers (Johannesburg, 18 maart 1919 – aldaar, 14 augustus 2005) was een tennisspeelster uit Zuid-Afrika.
Piercy won driemaal het WTA-toernooi van Johannesburg (in 1948, 1949 en 1951) en tweemaal het WTA-toernooi van Zwitserland (1947, 1949).
Driemaal schreef Piercey een grandslamtoernooi op haar naam: op Roland Garros 1947, Roland Garros 1949 en Wimbledon 1949 pakte zij de winst op het gemengddubbelspeltoernooi met landgenoot Eric Sturgess.